# Limnesia maculata
Limnesia maculata är en kvalsterart som först beskrevs av Otto Friedrich Müller 1776. Limnesia maculata ingår i släktet Limnesia och familjen Limnesiidae. Inga underarter finns listade i Catalogue of Life.